# TR.I.S.
La TR.I.S. (Traghetti delle Isole Sarde) era una compagnia di navigazione fondata nel 1990 dall'armatore napoletano Nicola Parascandolo.

## Storia
La compagnia iniziò i suoi servizi immettendo il traghetto Skipper, acquistato dallo stesso Parascandolo nel 1987, su un collegamento tra Palau e l'isola di La Maddalena, in Sardegna.
Nel 1991 la flotta fu espansa con l'acquisto di tre piccole unità dalla Norvegia (Capri, Camogli ed Erik P.). Nel gennaio 1996 la compagnia acquistò il traghetto ferroviario Warnemünde, già in servizio per le ferrovie dello Stato della Germania Est. La nave, ribattezzata Admiral, fu sottoposta a lavori di ristrutturazione e impiegata, a partire da luglio, sul nuovo collegamento Genova - Palau, al quale l'anno seguente fu aggiunto uno scalo a Porto Vecchio.
La compagnia continuò ad espandersi negli anni successivi, comprando nel 1999 i traghetti Commodore e Gioventù e aprendo nuove linee, tra le quali la Genova - Porto Torres - Propriano e la Palau - La Spezia - Porto Vecchio. L'8 settembre del 2000 la Admiral si incagliò davanti al porto di Palau, senza conseguenze per passeggeri ed equipaggio. Nel dicembre 2001 la Tr.I.S. tentò l'ingresso sui collegamenti con l'Isola d'Elba, ma l'Autorità Portuale di Piombino non concesse l'autorizzazione a effettuare servizio di linea per la mancanza di accosti nei porti di Piombino e Portoferraio.
Nell'estate del 2002 la compagnia noleggiò un catamarano veloce, ribattezzandolo Winner e mettendolo in servizio tra Genova e Palau. Tuttavia cominciarono ad emergere difficoltà economiche, che portarono la compagnia al fallimento alla fine della stagione estiva 2002; la flotta fu posta in disarmo e le licenze per le rotte cedute alla genovese EneRmaR.

## Flotta

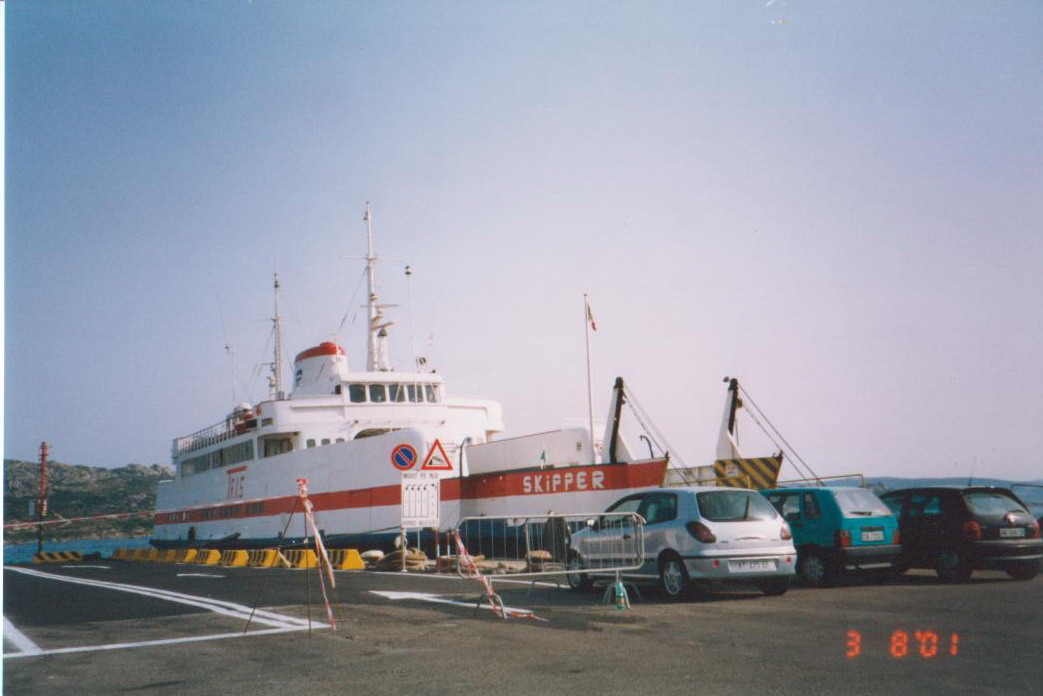
Lo Skipper ormeggiato a Palau

| Traghetto       | Lunghezza x larghezza x pescaggio(m) | Stazza T.S.L. | Passeggeri | Auto / m.l. | Velocità in Nodi | Anno costruzione | Anni servizio per TR.I.S. |
| --------------- | ------------------------------------ | ------------- | ---------- | ----------- | ---------------- | ---------------- | ------------------------- |
| Skipper         | 80,9 x 13,4 x 3,6                    | 1.047         | 640        | 55          | 12,5             | 1960             | 1990 - 2002               |
| Camogli / Capri | 39,5 x 10,1 x 2,9                    | 335           | 250        | 28          | 12,5             | 1965             | 1991-2002                 |
| Erik P.         | 52,1 x 11,3 x 3,4                    | 499           | 399        | 45          | 12               | 1966             | 1991-2002                 |
| Admiral         | 136,3 x 17,7 x 4,7                   | 8.974         | 800        | 200         | 18               | 1963             | 1996 - 2002               |
| Kronborg        | 87,9 x 13,4 x 4,0                    | 1.667         | 800        | 60          | 12,5             | 1973             | 1997 - 2002               |
| Commodore       | 123,4 x 19,6 x 5,2                   | 5.679         | 1.030      | 267         | 20,5             | 1969             | 1999 - 2002               |
| Gioventù        | 144,5 x 17,7 x 5,0                   | 6.211         | 1500       | 211         | 17               | 1974             | 1999 - 2002               |
| Winner          | 86,6 x 26,0 x 3,5                    | 5.007         | 776        | 200         | 40               | 1997             | 2002 (noleggiata)         |

## Rotte
- Palau - La Maddalena (1990 - 2002)
- Portovesme - Carloforte (1991 - 1993)
- Genova - Palau - Porto Vecchio (1996 - 2002)
- Genova - Barcellona - Palma di Maiorca (Crociere nell'inverno 1998/1999)
- Genova - Porto Torres - Propriano (2000 - 2002)
- La Spezia - Palau - Porto Vecchio (2001 - 2002)
- Savona - Palau - Porto Vecchio (2002)